# Yamaha Tyros
| Keyboard         | Keyboard                                                                            |
| ---------------- | ----------------------------------------------------------------------------------- |
|                  |                                                                                     |
|                  |                                                                                     |
| Allgemeines      |                                                                                     |
| Name             | Tyros/Tyros 2/Tyros 3/Tyros 4/Tyros 5                                               |
| Hersteller       | Yamaha Corporation                                                                  |
| Klangsynthese    | digital                                                                             |
| Zeitraum         | 2002 bis 2017                                                                       |
| Eigenschaften    |                                                                                     |
| Polyphon         | ja (128)                                                                            |
| Tasten           | 61 oder 76 (nur Tyros 5), anschlagsdynamisch, After-Touch                           |
| Int. Spielhilfen | Pitch-Bend-Rad, Modulationsrad, Super Articulation (2)                              |
| Ext. Controller  | Fußschalter, Fußschweller, MIDI-Peripherie                                          |
| Effekte          | Reverb, Chorus, DSP, Arpeggiator (Styles), MEGA-Voice, Cool!-, Live!-, Sweet!-Voice |
| Schnittstelle(n) | MIDI, USB, PAL                                                                      |
| Sequenzer        | MIDI                                                                                |
| D/A Wandler      | –                                                                                   |
| Samples          | Mit Festplatte (80 GB)                                                              |
| ROM              | 3,3 MB                                                                              |
| RAM              | bis zu 1 GB                                                                         |
| Ext. Speicher    | –                                                                                   |

Der Yamaha Tyros ist ein High-End Keyboard der japanischen Firma Yamaha, welches mittlerweile in der 5. Generation erhältlich ist. Es wird vom Hersteller als hochentwickeltes Workstation-Keyboard der PSR-Serie bezeichnet. Hervorzuheben ist am Tyros die so genannte Mega-Voice-Technologie, welche auch Störgeräusche (Anschlagen von Gitarrensaiten, body noises usw.) in der gleichen MIDI-Spur integriert. Darüber hinaus wurde mit neuen Samplingtechnologien gearbeitet, was die Klangqualität gegenüber den Vorgängermodellen stark verbessert hat.

## Geschichte
Nach den Entertainerkeyboards PSR-7000, PSR-8000 und PSR-9000 und 9000Pro entwickelte Yamaha ein neues Konzept, um mit den technischen Neuerungen anderer Hersteller Schritt zu halten. Die Workstationversion des PSR-9000, das 9000Pro, erzielte mit 76 Tasten, größerem Speicher und externen Lautsprechern nicht den gewünschten Erfolg und Absatz auf dem hart umkämpften Markt.
Gegenüber Korg, Roland und anderen namhaften Herstellern verlor Yamaha mit dem PSR-9000 an Boden.
Für den Tyros entwickelte Yamaha eine unter dem Namen „Mega-Voice“ vermarktete Technologie, die Spielgeräusche von Gitarren und Bassgitarren in das Sample integrierte. So sparte man die bisher verwendeten zusätzlichen MIDI-Spuren. Allerdings gelang es den Entwicklern von Yamaha noch nicht, eine spielbare Stimme mit diesen Features zu samplen. So dienen Mega-Voices nur für Styles (Begleitrhythmen) und aufwändig aufgenommene MIDI-Files.
Dieses Konzept wurde auch im Tyros 2 fortgeführt. Neben einer erweiterten Auswahl an Mega-Voices (z. B. bei Blasinstrumenten) enthält das Tyros 2 auch erstmals eine spielbare Version der Mega-Voices, die von Yamaha Super-Articulation-Voices genannt werden. Bei Verwendung dieser Super-Articulation-Voices wird die Spielweise analysiert und davon abhängig verschiedene Samples abgerufen.
Im September 2008 brachte Yamaha die dritte Generation des Tyros, den Tyros 3, auf den Markt. Bei den Verbesserungen fallen besonders die neuen „Super Articulation Voices 2“ auf, sowie Schieberegler unter dem Display, welche die Bedienung erleichtern und auch als Zugriegel der Organ-Flutes verwendet werden können.
Im Herbst 2010 stellte Yamaha die vierte Generation, das Tyros 4, unter dem Slogan “Hear the difference, play your dream” vor. Zu den Neuerungen gehören unter anderem eine Festplatte mit einer Größe von 250 GB, die Möglichkeit, Tondateien in MP3-Format wiederzugeben und auch die Vocal-Harmony-Funktionen wurden verbessert. Diese von Yamaha vermarktete Funktion „Vocal Harmony 2“ erweitert die Funktion um einen Synth-Vocoder, der das Eingangssignal des Mikrofonanschlusses in verschiedene Vintage-Effekte umwandelt. Auch der Mikrofoneingang wurde durch einen Komboanschluss ersetzt. Es besteht die Möglichkeit, sowohl das Mikrofon über XLR als auch über einen 6,3 mm Klinkenstecker anzuschließen. Bei den Klängen wurde die Super-Articulation-Technologie um eine Funktion namens „Wave Cycling“ erweitert, bei der beispielsweise die Vocal-Voices mehrere Gesangseigenschaften besitzen und sie durch den Spielfluss nacheinander abgerufen werden z. B. „Shoo Bee Doo Bah“. Somit erhalten die Voices noch einmal eine Steigerung der Ausdruckskraft. Zum 10-jährigen Jubiläum erschien das Tyros 4, kurz nach der Frankfurter Musikmesse 2012, in einer limitierten Auflage mit schwarzem Gehäuse.
Seit der 1. Tyros-Generation beinhaltet das Gerät ein internes Effektgerät für den Gesang inklusive einer Vocalist-Funktion, was das Gerät gerade für Alleinunterhalter interessant macht.
Im Jahr 2013 erschien mit dem Tyros 5 der letzte Ableger der Tyros Serie. Im Gegensatz zu den vorherigen Modellen der Tyros Reihe war das Tyros 5 nicht nur mit 61, sondern auch mit 76 Tasten erhältlich. 2017 erschien mit dem Yamaha Genos der Nachfolger der Tyros Reihe.

## Ausstattung
Besonderheiten des Tyros:
- Schwenkbares Farbdisplay
- Die Möglichkeit, beliebig viele Styles, MIDI-Files und Registrierungen abrufbereit zu halten – einzige Begrenzung ist die Kapazität des verwendeten Speichermediums
- Mega-Voices
- Super-Articulation-Voices (seit Tyros 2)
- Super-Articulation 2 Technologie (seit Tyros 3)
- Umsetzung der Mega-Voices in Patterns (Styles)
- Komplette Neugestaltung des Gehäuses
- Separate MIDI-Einheit mit vier Repeat-Speicherplätzen
- TV-Ausgang
- LAN Terminal (seit Tyros 3)
- VGA-Anschluss (seit Tyros 2)
- Anschlussmöglichkeit von USB-Speichermedien (seit Tyros 2)
- MP3-Player (seit Tyros 4)

## Super Articulation 2! Technologie (SA2) (ab Tyros 3)
Die Super Articulation 2! Technologie (kurz: SA2), die seit Tyros 3 enthalten ist, ermöglicht dem Spieler, die Instrumente noch realistischer zu artikulieren. Beispielsweise kann durch Drücken eines der beiden SA2-Knöpfe, die sich rechts neben dem Modulationsrad befinden, ein Ziehen der Tonhöhe beim Anschlagen der Taste ausgelöst werden. Dadurch ist es dem Spieler möglich, die Instrumente realistisch zu spielen, die normalerweise auf Tasteninstrumenten unecht klangen.

## Premium Voices (ab Tyros 3)
Es ist außerdem möglich, neue Voices (Klangfarben) sowie Styles kostenpflichtig aus dem Internet für den Tyros 3 zu erwerben. So gibt es ein „Choir and Vocals“- Pack, das neue Chöre enthält, eine neue SA2 Posaune, SA2 Panflöten, ein US- und Europa-Orgelpaket, das neue Orgelklangfarben enthält. Diese Voices werten das Tyros 3 noch einmal auf.

## Wavecycling (Tyros 4/5)
Mit Einführung des Tyros 4 bekamen die Spieler jetzt auch die Möglichkeit, Vocalphrasen und Scat-Chöre spielen zu können. Die so genannte WaveCycling-Technologie schaltet die verschiedensten Samples einer Voice mit jedem Tastendruck um. Dabei wird intelligent erkannt, ob der Nutzer eine kurze Pause oder eine lange macht, dementsprechend wird die fortlaufende Wiedergabe der einzelnen Samples unterbrochen und von Beginn fortgesetzt.

## Kritikpunkte
Eine Besonderheit von PSR 8000 und 9000 war es, dass man externe Samples verwenden konnte. Diese war so im Tyros (1) nicht mehr enthalten, ebenso fehlten auch bestimmte Voices. Zudem ist die Tastatur sehr weich.
Mit Erscheinen des Tyros 2 ist die Tastatur wieder etwas kontrollierter zu spielen. Es wurde auch die Möglichkeit, externe Samples zu verwenden, wieder eingeführt. Lange Zeit gab es keine fertigen Sample-Voices zum Nachladen, inzwischen gibt es wenigstens für den deutschsprachigen Markt zusätzliches Material und auch die im PSR 9000 enthaltenen Voices, die im Tyros fehlen, sind inzwischen als nachladbare Samples erhältlich. Seit dem 3. August 2009 gibt es für den Tyros 3 nachladbare Premium-Voices, die die Technik des Tyros 3 voll ausnutzen z. B. Super Articulation 2. Zum Start des Premium Download-Service kamen zwei Premium-Packs (Euro & US-Organs, Choir & Vocals) und eine neue SA2-Premium-Voice (SA2-Trombone). Seit 1. Dezember 2009 ist im Sortiment eine Premium-Voice mit zwei Einstellungen der Panflöte erhältlich, die ebenfalls die Super Articulation 2 Technologie verwendet. Diese Premium-Voices sind an der Hardware gebunden, für welche man vorher den Licence Key erstellt und so die Voices registriert (Kopierschutz).
Kritik wurde daran geäußert, dass sich auf Basis eigener Schlagzeugsamples kein eigenes Drumkit erstellen lässt, welches sich genauso wie die vorhandenen Drumkits nutzen lässt.